# Daemonorops korthalsii
Daemonorops korthalsii là loài thực vật có hoa thuộc họ Arecaceae. Loài này được Blume mô tả khoa học đầu tiên năm 1847.